# Marie-Thérèse Jones-Davies
Marie-Thérèse Jones-Davies (née Marie-Thérèse Robelin le 16 juin 1920 à Lyon et morte le 26 février 2006 à Paris) est professeur émérite d'anglais à l'Université de Paris-Sorbonne spécialiste de la Renaissance.

## Biographie
Marie-Thérèse Robelin est lycéenne à Lyon, puis étudiante dans la même ville et à Montpellier. Avec les professeurs Pierre Legouis, Jean-Georges Ritz et Léonie Villard, elle prépare l'agrégation à Lyon à laquelle elle est reçue à vingt-trois ans, première. Elle est nommée au Lycée Jeanne d’Arc à Nancy. Parallèlement elle est chargée de cours à la Faculté des Lettres. En juin 1944 elle s'enfuit de Nancy pour rejoindre un avant-poste de l’armée du général de Lattre de Tassigny. Après la libération elle est détachée au Pays de Galles afin d'enseigner la  littérature anglaise à la Grammar School de Llandovery, ainsi qu’à Cardiff. Elle retourne à Lyon en 1948 comme professeur de lycée et chargée de cours à la Faculté. Elle est détachée au CNRS de 1952 à 1957, tout en travaillant au King's College de Londres, puis à Oxford. Elle soutient ses deux thèses à la Sorbonne, en 1957. La thèse principale, dirigée d’abord par Floris Delattre puis par Michel Poirier, est consacrée à Thomas Dekker. Elle obtient, en 1958, la médaille de bronze du CNRS et le prix Albéric Rocheron de l'Académie française. Sa thèse secondaire, dirigée par Émile Pons puis J.-B. Fort, porte sur Beaumont et Fletcher. 
Elle est nommée professeur à Rennes en 1959. En 1966 elle est la première femme professeur d’anglais à l’Université Paris-Sorbonne. Elle crée avec Henri Fluchère et Jean Fuzier la Société française Shakespeare puis la préside pendant douze ans, de 1978 à 1984 et de 1987 à 1993 ; elle est également vice-présidence de l’International Shakespeare Association. Elle fonde, en 1986, la Société internationale de recherches interdisciplinaires sur la Renaissance (SIRIR).
Margaret Jones-Davies, spécialiste des études shakespeariennes, est sa fille.

## Publications

### Auteure
- Un peintre de la vie londonienne, Thomas Decker, Paris, Didier, (1958), prix Albéric-Rocheron de l'Académie française en 1960.
- Inigo Jones, Ben Jonson et le masque, Paris, Librairie Marcel Didier, 1967
- Shakespeare et le théâtre du monde, Paris, Balland, 1987 ; couronné par l’Académie française, prix Biguet
- Victimes et rebelles : l'écrivain dans la société élisabéthaine, Paris, P. Seghers, 1973 ; réed. Paris, Aubier Montaigne, 1980,
- Ben Jonson, Paris, Aubier Montaigne, 1980.

### Directrice de publication
- Rumeurs et nouvelles au temps de la Renaissance actes des colloques des 13-14 décembre 1996 et 21-22 mars 1997, Centre de recherches sur la Renaissance. Paris
- L'histoire au temps de la Renaissance, actes des colloques des 9-10 décembre 1994 et 10-11 mars 1995
- Inventions et découvertes au temps de la Renaissance, actes des colloques, 19-20 novembre 1993 et 11-12 mars 1994
- Langues et nations au temps de la Renaissance 1991 Centre de recherches sur la Renaissance. Colloque. Paris 1990-1991
- Mythe et histoire,  Société française Shakespeare. Congrès 1983 ; Paris